# Игнатова, Марина Валерьевна
Мари́на Вале́рьевна Игна́това (род. 22 января 1967 Сумы, УССР, СССР) — депутат Государственной думы Федерального Собрания Российской Федерации пятого созыва (2007—2011), президент Культурного фонда древней тувинской крепости Пор-Бажын.

## Предпринимательская и общественная деятельность
- 1994 год — председатель жилищно-строительного кооператива «Дружба»[1].
- 1998 год — генеральный директор Вязёмского домостроительного комбината (Московская область), затем — президент и совладелец холдинга ЗАО Группа компаний «Дружба». Его предприятия заняты: проектированием, строительством и реконструкцией жилья, административных и офисных зданий, стадионов, дорог и аэродромов, куплей-продажей недвижимости, ипотекой, услугами ЖКХ, производством стройматериалов, разработкой песчаных карьеров, транспортировкой грузов, мясом и молоком, животноводством, издательской деятельностью[2].
- 2001 год — завершение обучения в Московской государственной юридической академии.
- 16 декабря 2001 года — избрание депутатом Московской областной Думы третьего созыва по избирательному округу № 7 (центр: г. Домодедово), являлась членом Комитета по проблемам народно-хозяйственного комплекса и развитию инфраструктуры и Комитета по вопросам землепользования, природных ресурсов и экологии.
- 2007 год — получив мандат Гончарова Н. В. (генерал-лейтенанта МВД РФ, начальник регионального ГУВД, избранный в Ставропольском крае, региональная группа 28), стала депутатом Государственной Думы Российской Федерации пятого созыва по федеральному списку кандидатов выдвинутых партией «Единая Россия». Являлась членом комитета Государственной Думы по экономической политике и предпринимательству[2].
- с 2009 по 2011 год — Исполнительный директор Русского географического общества.
- В настоящее время является президентом Культурного фонда древней тувинской крепости Пор-Бажын[3].

Член президиума организации «Опора России». Присвоено почетное звание «Заслуженный строитель Московской области».

## Некоторые особенности предпринимательской деятельности
Предпринимательская деятельность М. В. Игнатовой отмечена рядом скандалов с обманутыми дольщиками в различных городах Московской области:
В Домодедово, Мытищах и Троицке дольщики выразили свой протест голодовкой. В ходе официального брифинга 5 декабря 2005 года прокурор Московской области Сергей Васильев отнёс ЗАО Группа компаний «Дружба» к недобросовестными застройщиками. В ответ, 8 декабря, на специальной пресс-конференции в РИА Новости, областной депутат и президент ЗАО Группы компаний «Дружба» Марина Игнатова опровергла утверждение прокурора. Позже, в 2006 году, в одном из интервью она раскрыла своё видение причин появления обманутых дольщиков. Это происки чиновников.
21 декабря 2009 года несколько десятков обманутых соинвесторов строительства долевого жилья из Домодедова, Ногинска и Щербинки перекрыли вход в Госдуму РФ на Охотном ряду. Шесть человек приковали себя наручниками к решетке паркинга. Среди прочего, они требовали привлечь к уголовной ответственности депутата Госдумы от «Единой России» Марину Игнатову, виновную, по их мнению, в сложившейся с их жильём ситуации. Как результат, 12 человек оказались в милиции, а две женщины в больнице. Одна со сломанными ребрами, вторая с сердечным приступом.
Эти истории никаких судебных последствий для М. Игнатовой не имели.

## Семья
Замужем за гражданином Англии, имеет троих детей.